# قشلاق أغداش أمير خان (مقاطعة بيله سوار)
قشلاق أغداش أمیر خان (بالفارسية: قشلاق اغداش امیرخان) هي منطقة سكنية تقع في إيران في أردبيل.